# Vicente Ehate Tomi
Vicente Ehate Tomi (ur. 1968) – polityk, premier Gwinei Równikowej w latach 2012–2016.

## Życiorys
Vicente Ehate Tomi urodził się w 1968. W czasie swojej kariery politycznej pełnił funkcję sekretarza generalnego Prezydencji Gwinei Równikowej ds. koordynacji administracyjnej. W rządzie premiera Ignacio Milam Tanga zajmował stanowisko ministra transportu, technologii, poczty i telekomunikacji.
21 maja 2012 został mianowany przez prezydenta Teodoro Obianga Nguema Mbasogo na stanowisko nowego szefa rządu. Zastąpił dotychczasowego premiera Milam Tanga, który tego samego dnia objął stanowisko pierwszego wiceprezydenta Gwinei Równikowej, urząd utworzony w wyniku zmian w konstytucji uchwalonych w czasie referendum w listopadzie 2011.
23 czerwca 2016 urząd premiera Gwinei Równikowej objął Francisco Pascual Obama Asue.